# Harriet Wallberg
Harriet Wallberg, folkbokförd Gun Harriet Vallberg Henriksson, född 25 maj 1956 i Grebo församling i Östergötlands län, är professor i fysiologi. Hon var rektor för Karolinska institutet från den 1 januari 2004 till januari 2013, och därefter universitetskansler från den 1 juni 2014 till den 5 september 2016, då hon i efterdyningarna av Macchiariniskandalen entledigades från posten till följd av sin medverkan i rekryteringen av kirurgen och forskaren Paolo Macchiarini. Wallberg utsågs av regeringen den 8 maj 2020 till nationell testkoordinator för Covid-19. Den 31 maj 2020 löpte Harriets anställning som testkoordinator ut och hon återgick till sin anställning vid Karolinska institutet.

## Biografi
Harriet Wallberg är sedan 2002 ledamot av Nobelförsamlingen vid Karolinska institutet, den församling som årligen utser mottagare av Nobelpriset i fysiologi eller medicin.
Wallberg utbildade sig först till gymnastiklärare vid GIH i Stockholm (1975–1977) och avlade därefter läkarexamen vid Karolinska Institutet 1986. Hon arbetade som klinisk fysiolog vid Huddinge sjukhus och Karolinska sjukhuset 1986–1995 samt blev specialist i klinisk fysiologi 1993. 
År 1987 disputerade Wallberg på en avhandling om hur insulin och muskelkontraktion aktiverar transporten av glukos i skelettmuskulaturen. År 1988 blev hon docent vid Karolinska institutet och 1994 erhöll hon en tjänst som forskare vid Medicinska forskningsrådet i ämnet integrativ fysiologi och tjänstgjorde som biträdande sekreterare där 1996–1998. Sedan den 1 april 1998 är hon professor i fysiologi med inriktning mot integrativ fysiologi vid Karolinska Institutet. 
Åren 1999–2001 var Wallberg dekanus för styrelsen för forskning vid Karolinska Institutet. Åren 2001–2003 var hon huvudsekreterare för ämnesrådet medicin vid Vetenskapsrådet. Den 1 januari 2004 tillträdde hon som rektor för Karolinska Institutet.
Wallberg utsågs den 28 maj 2014 till universitetskansler och myndighetschef för Universitetskanslersämbetet. Hon entledigades från denna befattning den 5 september 2016. 
I januari 2008 tilldelades Wallberg H.M. Konungens medalj i 12:e storleken i serafimerordens band.
Wallberg var tidigare ledamot av Globaliseringsrådet. Rådet hade till uppgift att lägga fram en strategi för hur Sverige skall möta globaliseringens utmaningar och tillvarata globaliseringens möjligheter.
Under en period från 1981 var hon gift med arbetsfysiologen Jan Henriksson (född 1947).

## Boken "När lögnen blir sanning – om händelserna efter Macchiariniaffären"
Den 29 januari 2019 kom Harriet Wallberg ut med boken När lögnen blir sanning – om händelserna efter Macchiariniaffären tillsammans med Kristina Appelqvist. I boken hävdas att Karolinska Institutet (KI) medger att deras egen utredning om Macchiariniaffären innehåller grava faktafel. 